# Marele Premiu al Ungariei din 2023
Marele Premiu al Ungariei din 2023 (cunoscut oficial ca Formula 1 Qatar Airways Hungarian Grand Prix 2023) a fost o cursă auto de Formula 1 ce s-a desfășurat pe 23 iulie 2023 pe Circuitul Hungaroring din Mogyoród, Ungaria. Cursa a fost cea de-a unsprezecea etapă a Campionatului Mondial de Formula 1 al FIA din 2023.
Britanicul Lewis Hamilton și-a adjudecat al 104-lea pole position din carieră după ce l-a devansat pe Max Verstappen cu 0,003 secunde în calificări. Totuși, în cursă, Verstappen l-a depășit pe Hamilton la start și și-a menținut poziția de lider până la final, atribuindu-și între timp și cel mai rapid tur al cursei. Prin această victorie, Verstappen a ajuns la șapte victorii consecutive (nouă per total în sezon), extinzându-și avantajul în campionatul la piloți. De asemenea, Red Bull Racing a ajuns și ea la douăsprezece victorii consecutive, o serie începută în sezonul trecut la Marele Premiu de la Abu Dhabi, și a stabilit un nou record în istoria Formulei 1. Lando Norris de la McLaren-Mercedes a încheiat din nou pe locul 2, la fel ca și în cursa precedentă, iar Sergio Pérez, coechipierul lui Verstappen de la Red Bull, a completat podiumul.

## Context
O reducere a numărului de anvelope alocate de la standardul de 13 la 11 a fost încercată în timpul acestui Mare Premiu, cu intenția de a face utilizarea anvelopelor mai sustenabilă. Utilizarea compușilor pentru anvelope în timpul calificărilor a fost impusă ca: dur (hard) în Q1, mediu (medium) în Q2 și moale (soft) în Q3, presupunând că pista este uscată.
Furnizorul de anvelope Pirelli a adus compușii de anvelope C3, C4 și C5 (denumiți dur, mediu și, respectiv, moale) pentru ca echipele să le folosească la eveniment.

## Calificări
Calificările pentru Marele Premiu au avut loc pe 22 iulie 2023 începând cu ora locală 16:00 (UTC+2), ora 17:00 EEST.
| Poz.                  | Nr. | Pilot            | Constructor                  | Timpi calificări | Timpi calificări | Timpi calificări | Grila finală |
| Poz.                  | Nr. | Pilot            | Constructor                  | Q1               | Q2               | Q3               | Grila finală |
| --------------------- | --- | ---------------- | ---------------------------- | ---------------- | ---------------- | ---------------- | ------------ |
| 1                     | 44  | Lewis Hamilton   | Mercedes                     | 1:18,577         | 1:17,427         | 1:16,609         | 1            |
| 2                     | 1   | Max Verstappen   | Red Bull Racing-Honda RBPT   | 1:18,318         | 1:17,547         | 1:16,612         | 2            |
| 3                     | 4   | Lando Norris     | McLaren-Mercedes             | 1:18,697         | 1:17,328         | 1:16,694         | 3            |
| 4                     | 81  | Oscar Piastri    | McLaren-Mercedes             | 1:18,464         | 1:17,571         | 1:16,905         | 4            |
| 5                     | 24  | Zhou Guanyu      | Alfa Romeo-Ferrari           | 1:18,143         | 1:17,700         | 1:16,971         | 5            |
| 6                     | 16  | Charles Leclerc  | Ferrari                      | 1:18,440         | 1:17,580         | 1:16,992         | 6            |
| 7                     | 77  | Valtteri Bottas  | Alfa Romeo-Ferrari           | 1:18,775         | 1:17,563         | 1:17,034         | 7            |
| 8                     | 14  | Fernando Alonso  | Aston Martin Aramco-Mercedes | 1:18,580         | 1:17,701         | 1:17,035         | 8            |
| 9                     | 11  | Sergio Pérez     | Red Bull Racing-Honda RBPT   | 1:18,360         | 1:17,675         | 1:17,045         | 9            |
| 10                    | 27  | Nico Hülkenberg  | Haas-Ferrari                 | 1:18,695         | 1:17,652         | 1:17,186         | 10           |
| 11                    | 55  | Carlos Sainz Jr. | Ferrari                      | 1:18,393         | 1:17,703         | N/A              | 11           |
| 12                    | 31  | Esteban Ocon     | Alpine-Renault               | 1:18,854         | 1:17,841         | N/A              | 12           |
| 13                    | 3   | Daniel Ricciardo | AlphaTauri-Honda RBPT        | 1:18,906         | 1:18,002         | N/A              | 13           |
| 14                    | 18  | Lance Stroll     | Aston Martin Aramco-Mercedes | 1:18,782         | 1:18,144         | N/A              | 14           |
| 15                    | 10  | Pierre Gasly     | Alpine-Renault               | 1:18,743         | 1:18,217         | N/A              | 15           |
| 16                    | 23  | Alexander Albon  | Williams-Mercedes            | 1:18,917         | N/A              | N/A              | 16           |
| 17                    | 22  | Yuki Tsunoda     | AlphaTauri-Honda RBPT        | 1:18,919         | N/A              | N/A              | 17           |
| 18                    | 63  | George Russell   | Mercedes                     | 1:19,027         | N/A              | N/A              | 18           |
| 19                    | 20  | Kevin Magnussen  | Haas-Ferrari                 | 1:19,206         | N/A              | N/A              | 19           |
| 20                    | 2   | Logan Sargeant   | Williams-Mercedes            | 1:19,248         | N/A              | N/A              | 20           |
| Regula 107%: 1:23,613 |     |                  |                              |                  |                  |                  |              |
| Sursa:                |     |                  |                              |                  |                  |                  |              |

## Cursă
Cursa a avut loc pe 23 iulie 2023 începând cu ora locală 15:00 (UTC+2), ora 16:00 EEST, cu distanța de 70 de tururi.
| Poz.                                                                                 | Nr. | Pilot            | Constructor                  | Tururi | Timp/Retras | Grilă | Puncte |
| ------------------------------------------------------------------------------------ | --- | ---------------- | ---------------------------- | ------ | ----------- | ----- | ------ |
| 1                                                                                    | 1   | Max Verstappen   | Red Bull Racing-Honda RBPT   | 70     | 1:38:08,634 | 2     | 26     |
| 2                                                                                    | 4   | Lando Norris     | McLaren-Mercedes             | 70     | +33,731     | 3     | 18     |
| 3                                                                                    | 11  | Sergio Pérez     | Red Bull Racing-Honda RBPT   | 70     | +37,603     | 9     | 15     |
| 4                                                                                    | 44  | Lewis Hamilton   | Mercedes                     | 70     | +39,134     | 1     | 12     |
| 5                                                                                    | 81  | Oscar Piastri    | McLaren-Mercedes             | 70     | +1:02,572   | 4     | 10     |
| 6                                                                                    | 63  | George Russell   | Mercedes                     | 70     | +1:05,825   | 18    | 8      |
| 7                                                                                    | 16  | Charles Leclerc  | Ferrari                      | 70     | +1:10,317   | 6     | 6      |
| 8                                                                                    | 55  | Carlos Sainz Jr. | Ferrari                      | 70     | +1:11,073   | 11    | 4      |
| 9                                                                                    | 14  | Fernando Alonso  | Aston Martin Aramco-Mercedes | 70     | +1:15,709   | 8     | 2      |
| 10                                                                                   | 18  | Lance Stroll     | Aston Martin Aramco-Mercedes | 69     | +1 tur      | 14    | 1      |
| 11                                                                                   | 23  | Alexander Albon  | Williams-Mercedes            | 69     | +1 tur      | 16    |        |
| 12                                                                                   | 77  | Valtteri Bottas  | Alfa Romeo-Ferrari           | 69     | +1 tur      | 7     |        |
| 13                                                                                   | 3   | Daniel Ricciardo | AlphaTauri-Honda RBPT        | 69     | +1 tur      | 13    |        |
| 14                                                                                   | 27  | Nico Hülkenberg  | Haas-Ferrari                 | 69     | +1 tur      | 10    |        |
| 15                                                                                   | 22  | Yuki Tsunoda     | AlphaTauri-Honda RBPT        | 69     | +1 tur      | 17    |        |
| 16                                                                                   | 77  | Zhou Guanyu      | Alfa Romeo-Ferrari           | 69     | +1 tur      | 5     |        |
| 17                                                                                   | 20  | Kevin Magnussen  | Haas-Ferrari                 | 69     | +1 tur      | 19    |        |
| 18                                                                                   | 2   | Logan Sargeant   | Williams-Mercedes            | 67     | Abandon     | 20    |        |
| Ab                                                                                   | 31  | Esteban Ocon     | Alpine-Renault               | 2      | Coliziune   | 12    |        |
| Ab                                                                                   | 10  | Pierre Gasly     | Alpine-Renault               | 1      | Coliziune   | 15    |        |
| Cel mai rapid tur: Max Verstappen (Red Bull Racing-Honda RBPT) – 1:20,504 (turul 53) |     |                  |                              |        |             |       |        |
| Sursa:                                                                               |     |                  |                              |        |             |       |        |

Note
- ^1 – Include un punct pentru cel mai rapid tur.[8]
- ^2 – Charles Leclerc a terminat pe locul al șaselea, dar a primit o penalizare de cinci secunde pentru depășirea vitezei la boxe.[7]
- ^3 – Logan Sargeant a fost clasificat întrucât a parcurs mai mult de 90% din distanța cursei.[7]

## Clasamentele campionatelor după cursă
|        | Poz. | Pilot           | Pct. |
| ------ | ---- | --------------- | ---- |
|        | 1    | Max Verstappen  | 281  |
|        | 2    | Sergio Pérez    | 171  |
|        | 3    | Fernando Alonso | 139  |
|        | 4    | Lewis Hamilton  | 133  |
| 1      | 5    | George Russell  | 90   |
| Sursa: |      |                 |      |

|        | Poz. | Constructor                  | Pct. |
| ------ | ---- | ---------------------------- | ---- |
|        | 1    | Red Bull Racing-Honda RBPT   | 452  |
|        | 2    | Mercedes                     | 223  |
|        | 3    | Aston Martin Aramco-Mercedes | 184  |
|        | 4    | Ferrari                      | 167  |
|        | 5    | McLaren-Mercedes             | 87   |
| Sursa: |      |                              |      |

- Notă: Doar primele cinci locuri sunt prezentate în ambele clasamente.